# (280) Philia
(280) Philia ist ein Asteroid des äußeren Hauptgürtels, der am 29. Oktober 1888 vom österreichischen Astronomen Johann Palisa an der Universitätssternwarte Wien entdeckt wurde.
Der Name geht auf die Nymphe zurück, die zusammen mit Koronis und Klyda den jungen Dionysos auf Naxos erzog. Siehe auch bei (44) Nysa. Die Benennung erfolgte durch den Berliner Astronomen Adolf Berberich (1861–1920). Palisa hatte den Asteroiden zufällig bei der Suche nach (255) Oppavia entdeckt. Deren von Berberich berechnete Position wies jedoch einen Schreibfehler auf, was somit zur Entdeckung eines neuen Asteroiden führte. Palisa übertrug daher das Namensrecht an den Berliner Astronomen.

## Wissenschaftliche Auswertung
Aus Ergebnissen der IRAS Minor Planet Survey (IMPS) wurden 1992 Angaben zu Durchmesser und Albedo für zahlreiche Asteroiden abgeleitet, darunter auch (280) Philia, für die damals Werte von 45,7 km bzw. 0,04 erhalten wurden. Eine Auswertung von Beobachtungen durch das Projekt NEOWISE im nahen Infrarot führte 2012 zu vorläufigen und sehr unsicheren Werten für den Durchmesser und die Albedo im sichtbaren Bereich von 55,8 km bzw. 0,03. Nach der Reaktivierung von NEOWISE im Jahr 2013 und Registrierung neuer Daten wurden die Werte 2016 angegeben mit 48,1 km bzw. 0,03.
Photometrische Messungen des Asteroiden fanden erstmals statt vom 27. Oktober bis 1. November 1984 am McDonald-Observatorium in Texas. Aus der aufgezeichneten lückenhaften Lichtkurve wurde eine Rotationsperiode von etwa 64 h mit einer Unsicherheit von ±2 h abgeleitet.
Angesichts einer vermuteten langen Periode und einer möglichen Vielfachheit relativ zur Rotationsperiode der Erde wurde eine Kampagne organisiert, an der fünf Beobachter an weit voneinander entfernten Orten in den Vereinigten Staaten, Serbien, Italien und Japan teilnahmen. Die ersten Beobachtungen am 26. und 29. Dezember 2010 wiesen zunächst auf eine Periode von etwa 23 Stunden oder ein Vielfaches davon hin. Weitere Messungen im Abstand von 8 Tagen am 26. Dezember 2010 und 3. Januar 2011 sollten bei einer Periode von 64 Stunden identische Lichtkurven zeigen, sahen aber völlig unterschiedlich aus und schlossen damit eine Periode von etwa 64 Stunden aus. Aus den Daten des gesamten Beobachtungszeitraums vom 26. Dezember 2010 bis 10. März 2011 ließ sich dann eine Rotationsperiode von 70,26 h bestimmen. Eine mögliche Periode der doppelten Länge konnte dagegen sicher ausgeschlossen werden.
Aus archivierten Daten des Asteroid Terrestrial-impact Last Alert System (ATLAS) aus dem Zeitraum 2015 bis 2018 konnte in einer Untersuchung von 2022 mit der Methode der konvexen Inversion eine Rotationsperiode von 70,26 h bestimmt werden. Im Jahr 2023 wurde aus photometrischen Messungen von Gaia DR3 erstmals ein dreidimensionales Gestaltmodell des Asteroiden für eine Rotationsachse mit prograder Rotation und einer Periode von 70,28 h berechnet.